# Torta inglesa

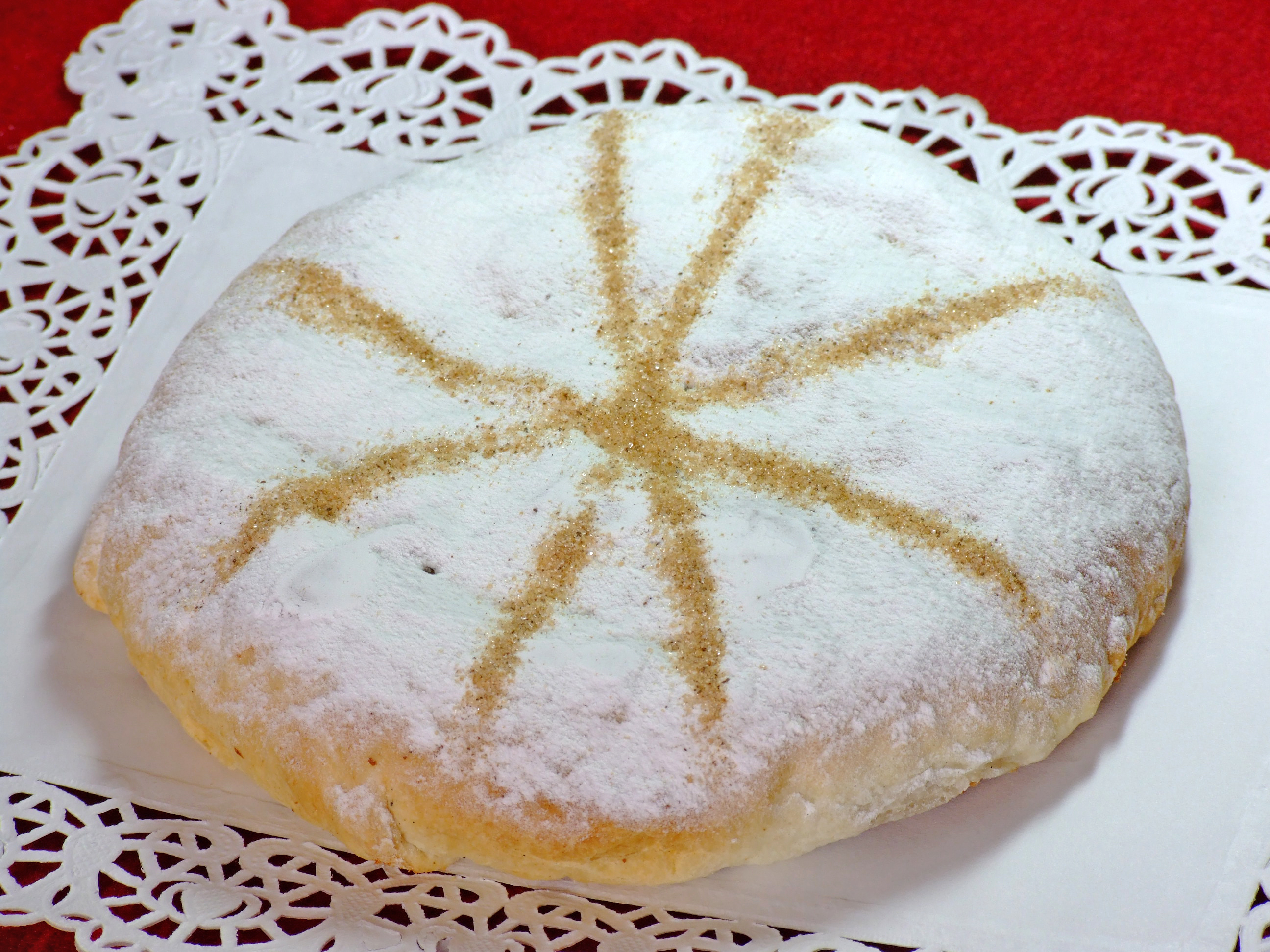
Torta inglesa.

La torta inglesa es un hojaldre esponjoso relleno de cabello de ángel y espolvoreado con azúcar glas y canela, originario del municipio de Carmona (Sevilla, España). Actualmente existen diferentes rellenos como trufa, crema de plátano, nata, etc.

## Historia
La torta inglesa es un producto típico de la ciudad de Carmona. Es un dulce de pastelería nacido entre las décadas de los años 30 y 40 en el obrador de la calle San Pedro de Carmona "Hermanos López Hidalgo", posteriormente "Confitería Verdú ", y creado por el maestro confitero D. Manuel López Hidalgo. Nace, cuando un inglés que viajaba entre Sevilla y Écija semanalmente, encargaba al menos una torta, que recogía posteriormente
a la vuelta de su viaje. Más tarde, a la torta, originalmente de sidra, se le denominó "torta inglesa" en honor al viajero.
Hoy, muchos atribuyen malintencionadamente y sin fundamento alguno el nombre de la torta a D. Jorge Bonsor; por desgracia, esta  falsa historia ha calado en los últimos tiempos.